# Martin Simões
Martin Luther King Junior Morais Simões más conocido como Martin Simões (Viana do Castelo, Portugal, 21 de julio de 1996) es un futbolista portugués que juega como delantero en el SG Sacavenense de la Tercera División de Portugal.

## Clubes
| Club                                     | País     | Año             |
| ---------------------------------------- | -------- | --------------- |
| UC Sampdoria sub-19                      | Italia   | 2013-2015       |
| Sporting Clube Olhanense sub-19 (cedido) | Portugal | 2015            |
| GD Tourizense                            | Portugal | 2015 - 2016     |
| SU 1º de Dezembro                        | Portugal | 2016            |
| Sporting Clube Olhanense                 | Portugal | 2016 - 2017     |
| FC Barreirense (cedido)                  | Portugal | 2016            |
| AR São Martinho                          | Portugal | 2017 - 2018     |
| AD Ceuta                                 | España   | 2018            |
| SG Sacavenense                           | Portugal | 2018-actualidad |

- Datos: Q19973700